# Caloboletus panniformis
Espèce
Synonymes
- Boletus panniformis Taneyama & Har.Takah., 2013[1]

Caloboletus panniformis est une espèce de champignons du genre Caloboletus de la famille des Boletaceae.